# Elo (álbum de Maria Rita)
Elo é o quarto álbum de estúdio da cantora brasileira Maria Rita, foi lançado em 22 de setembro de 2011. Foi feito como uma forma de agradecer seus fãs a receptividade de um show sem nome que percorreu várias cidades do Brasil desde 2010. Maria Rita gravou o quarto álbum de sua carreira no estúdio Toca do Bandido, no Rio de Janeiro, durante 10 dias do mês de Julho, entre um show e outro. A gravação foi rápida e discreta para garantir o elemento surpresa. “Elo” traz as canções inéditas que são parte do repertório do show, que percorreu o Brasil e exterior há mais de um ano, como “Conceição dos Coqueiros” (Lula Queiroga) e “Santana” (Junio Barreto). Outras, nunca previamente cantadas em público, vêm de encontros musicais inesperados pela cantora durante o mesmo período. Uma delas é o primeiro single, “Pra Matar meu Coração” (Pedro Baby/Daniel Jobim). “Cantei essa música em outubro e depois disso ela nunca mais saiu da minha cabeça” – contou Maria Rita. Escolhidas a dedo pela cantora, as outras canções do repertório são clássicos como “Menino do Rio” (Caetano Veloso), “Só de Você” (Rita Lee e Roberto de Carvalho), “Nem um Dia” (Djavan) e “A História de Lilly Braun” (Edu Lobo e Chico Buarque), entre outras, que agora ganham a interpretação sempre marcante de Maria Rita. O encarte traz um texto da cantora sobre cada uma das músicas. O disco além de ser vendido na forma clássica em compact disc, foi comercializado na forma de vinil e também pode ser comprado pelo iTunes.

## Faixas
| N.º            | Título                               | Compositor(es)                                 | Duração |  |
| 1.             | "Conceição dos Coqueiros"            | Lula Queiroga, Alexandre Bicudo, Lulu Oliveira | 2:59    |  |
| 2.             | "Santana"                            | Junio Barreto, João Araújo                     | 3:16    |  |
| 3.             | "Perfeitamente"                      | Fred Martins, Francisco Bosco                  | 3:50    |  |
| 4.             | "Coração a Batucar"                  | Davi Moraes, Alvinho Lancellotti               | 3:52    |  |
| 5.             | "Menino do Rio"                      | Caetano Veloso                                 | 4:24    |  |
| 6.             | "Pra Matar Meu Coração"              | Daniel Jobim, Pedro Baby                       | 3:05    |  |
| 7.             | "A História de Lilly Braun"          | Edu Lobo, Chico Buarque                        | 4:00    |  |
| 8.             | "Nem um Dia"                         | Djavan                                         | 3:55    |  |
| 9.             | "A Outra"                            | Marcelo Camelo                                 | 3:12    |  |
| 10.            | "Só de Você"                         | Rita Lee, Roberto de Carvalho                  | 3:45    |  |
| 11.            | "Coração em Desalinho" (faixa bônus) | Monarco, Ratinho                               | 3:23    |  |
| Duração total: | Duração total:                       | Duração total:                                 | 39:41   |  |

| LP (Lado A) |                           |         |  |
| N.º         | Título                    | Duração |  |
| 1.          | "Conceição dos Coqueiros" | 2:59    |  |
| 2.          | "Santana"                 | 3:16    |  |
| 3.          | "Perfeitamente"           | 3:50    |  |
| 4.          | "Coração a Batucar"       | 3:52    |  |
| 5.          | "Menino do Rio"           | 4:24    |  |

| LP (Lado B) |                             |         |  |
| N.º         | Título                      | Duração |  |
| 1.          | "Pra Matar Meu Coração"     | 3:05    |  |
| 2.          | "A História de Lilly Braun" | 4:00    |  |
| 3.          | "Nem um Dia"                | 3:55    |  |
| 4.          | "A Outra"                   | 3:12    |  |
| 5.          | "Só de Você"                | 3:45    |  |

## Participações em Trilhas Sonoras
- Coração em Desalinho fez parte da trilha sonora da novela Insensato Coração, sendo tema de abertura.

## Certificações
| País          | Certificação | Vendas   |
| ------------- | ------------ | -------- |
| Brasil - ABPD | Platina      | 100.000+ |